# Jonatas Faro (EP)
Jonatas Faro é o primeiro EP homônimo do ator, cantor e compositor brasileiro Jonatas Faro, lançado no dia 18 de novembro de 2014 em formato digital.
O ator já havia trabalhado no campo musical anteriormente. Sua carreira começou quando ele tinha apenas 10 anos, cantando e dançando na novela infantil Chiquititas, do SBT. Em 2009, ele protagonizou o musical Hairspray e em 2017 anunciou que se lançaria como cantor após assinar contrato com a Sony Music. Em maio de 2018, foi vitorioso no quadro "Artista Completão" do programa Domingão do Faustão, uma competição de teatro musical.
Em entrevista revelou: "Meu contato com música vem desde muito pequeno. Venho de uma família extremamente musical. A terapia da minha mãe na juventude era se trancar em um armário com um violão e compor durante horas e horas".
Antes do lançamento, o cantor vinha compartilhando alguns vídeos em suas redes sociais. Nos registros, ele surgia cantando em inglês e fazendo covers de canções como "Against All Odds (Take a Look at Me Now)", de Phil Collins e "Impossible", de Shontelle. Ambas as músicas eram em versões acústicas, acompanhadas apenas por um piano.
As três faixas do EP são de composição autoral do artista. O primeiro single "E Mais Ninguém" é uma autoria do próprio ator, em parceria com o produtor Rique Azevedo. O videoclipe da canção foi gravado no Rio de Janeiro, e tem como locações as ruínas de um prédio, um heliponto com vista panorâmica da região serrana do Rio, e uma praia.
| “ | "Estou muito feliz em poder realizar este sonho. Tive a sorte de trabalhar com uma equipe maravilhosa neste projeto. Espero que o público goste." | ” |

, explica o cantor sobre o novo projeto.

## Lista de Faixas
- Créditos adaptados do iTunes.[1]

| N.º            | Título           | Compositor(es)              | Duração  |  |
| 1.             | "E Mais Ninguém" | Jonatas Faro, Rique Azevedo | 3:58     |  |
| 2.             | "Vou Te Guiar"   | Jonatas Faro                | 3:29     |  |
| 3.             | "Tudo Vai Mudar" | Jonatas Faro                | 3:34     |  |
| Duração total: | Duração total:   | Duração total:              | 00:11:01 |  |